# 王久祜
王久祜（1944年3月—2024年11月9日），男，山东临朐人，中华人民共和国政治人物，曾任中共山东省委统战部部长，山东省政协副主席，第九、十届全国政协委员。